# Булгар (Чекмагушевский район)
Булгар (баш. Болғар) — деревня в Чекмагушевском районе Башкортостана, относится к Старокалмашевскому сельсовету.

## Население
| 2002 | 2009 | 2010 |
| ---- | ---- | ---- |
| 61   | ↘51  | ↘46  |

Преобладающая национальность — башкиры.

## Географическое положение
Расстояние до:
- районного центра (Чекмагуш): 8 км,
- центра сельсовета (Старокалмашево): 4 км,
- ближайшей ж/д станции (Буздяк): 80 км.

## Галерея фотографий

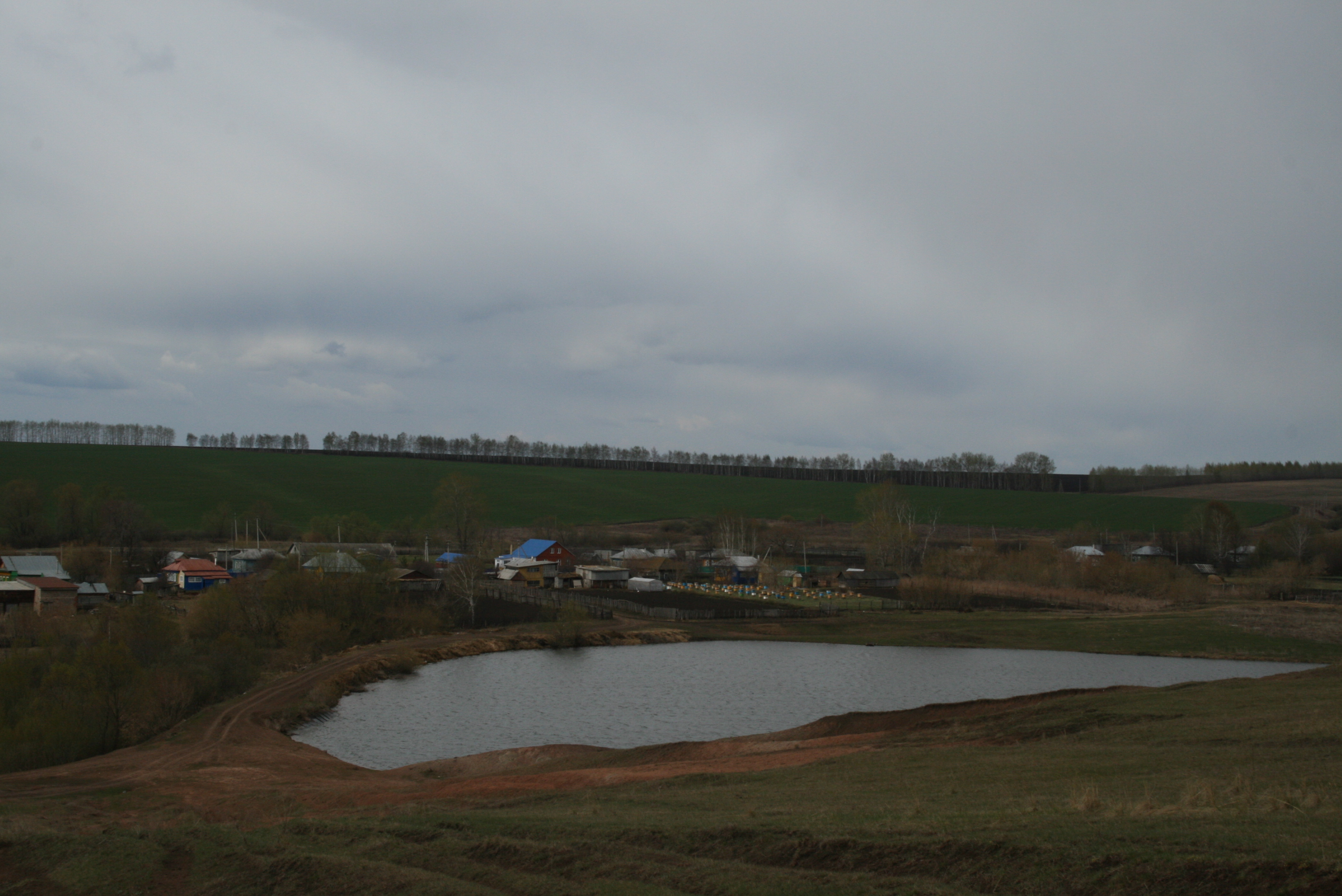
Пруд возле Булгара. На заднем плане деревня, пасека
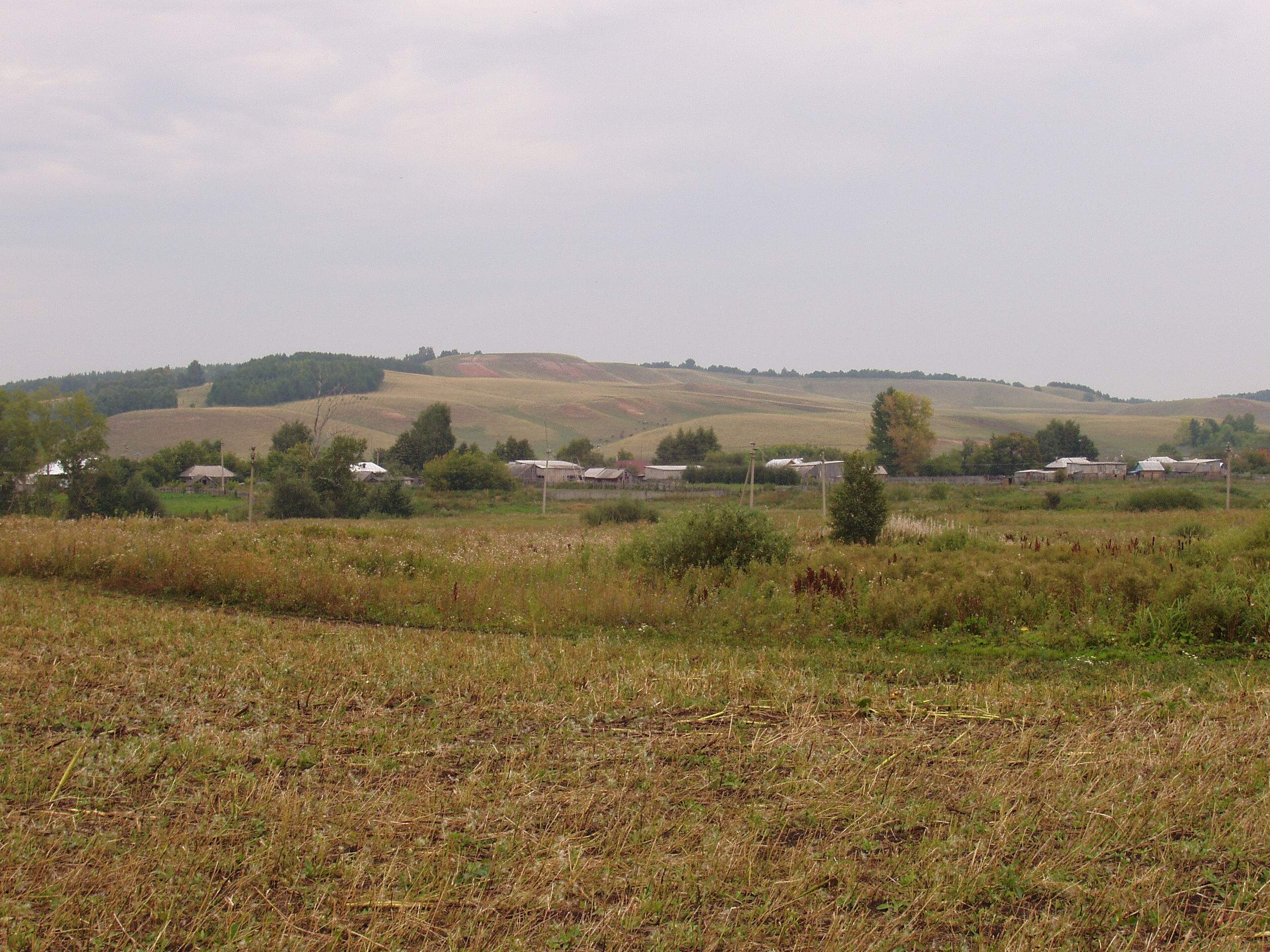
Вид на Булгар